# Jatiyo Sriti Shoudho

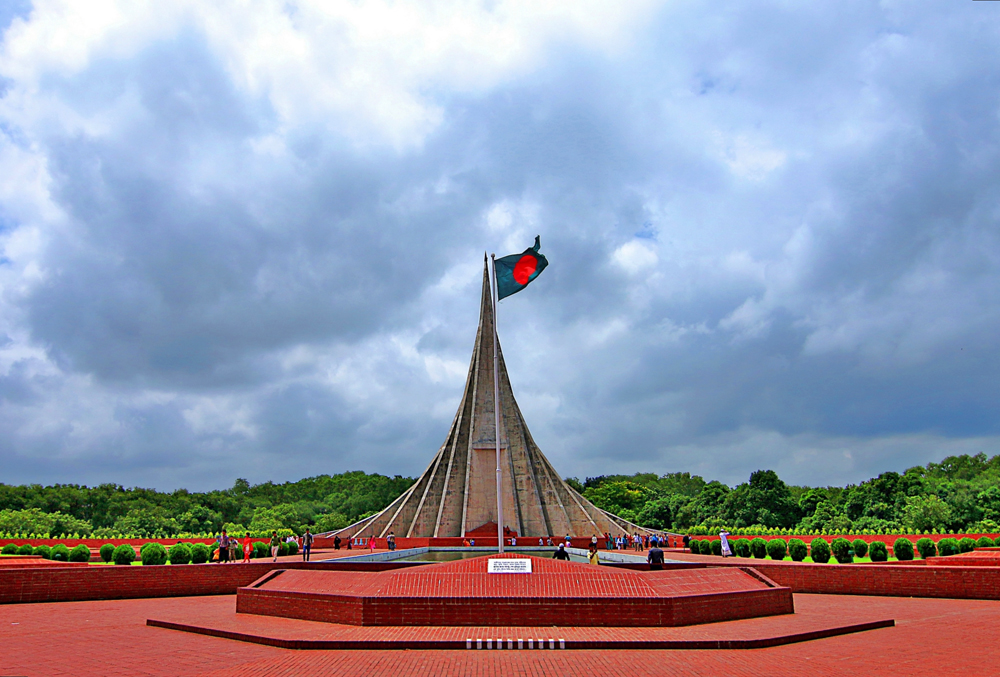
Das Nationale Märtyrerdenkmal in Sabhar bei Dhaka

Das Jatiyo Sriti Shoudho (bengalisch জাতীয় স্মৃতি সৌধ jātīẏa smṛti saudha; deutsch: Nationales Märtyrerdenkmal) ist ein Denkmal in Bangladesch. Es erinnert an die Soldaten aus Bangladesch, die im Bangladesch-Krieg für die Unabhängigkeit des Landes ihr Leben ließen. Es ist das Symbol ihrer Tapferkeit und dem Andenken der Opfer unter den bangladeschischen Soldaten gewidmet. Das Denkmal befindet sich in Sabhar, ca. 35 km nordwestlich der Hauptstadt Dhaka. Es wurde im Jahr 1978 von Architekt Syed Mainul Hossain konzipiert.

## Struktur
Das Denkmal besteht aus pyramidenförmig angeordneten sieben gleichschenkligen Dreiecken, von denen das mittlere das höchste ist. Der höchste Punkt des Denkmals ist ca. 46 Meter hoch. Es befinden sich ein künstlicher See und mehrere Massengräber vor dem Denkmal.

## Bildergalerie

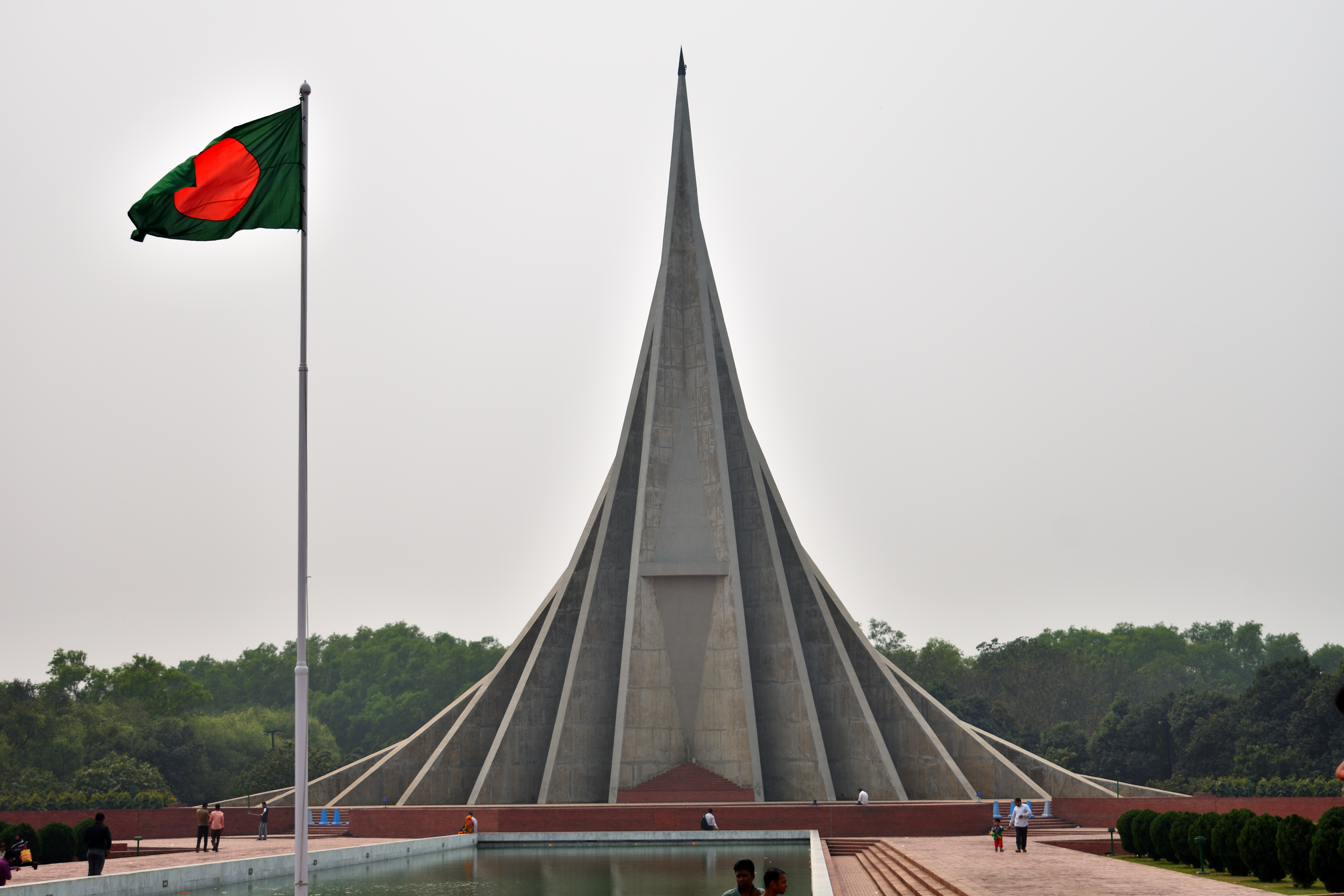
Ansicht
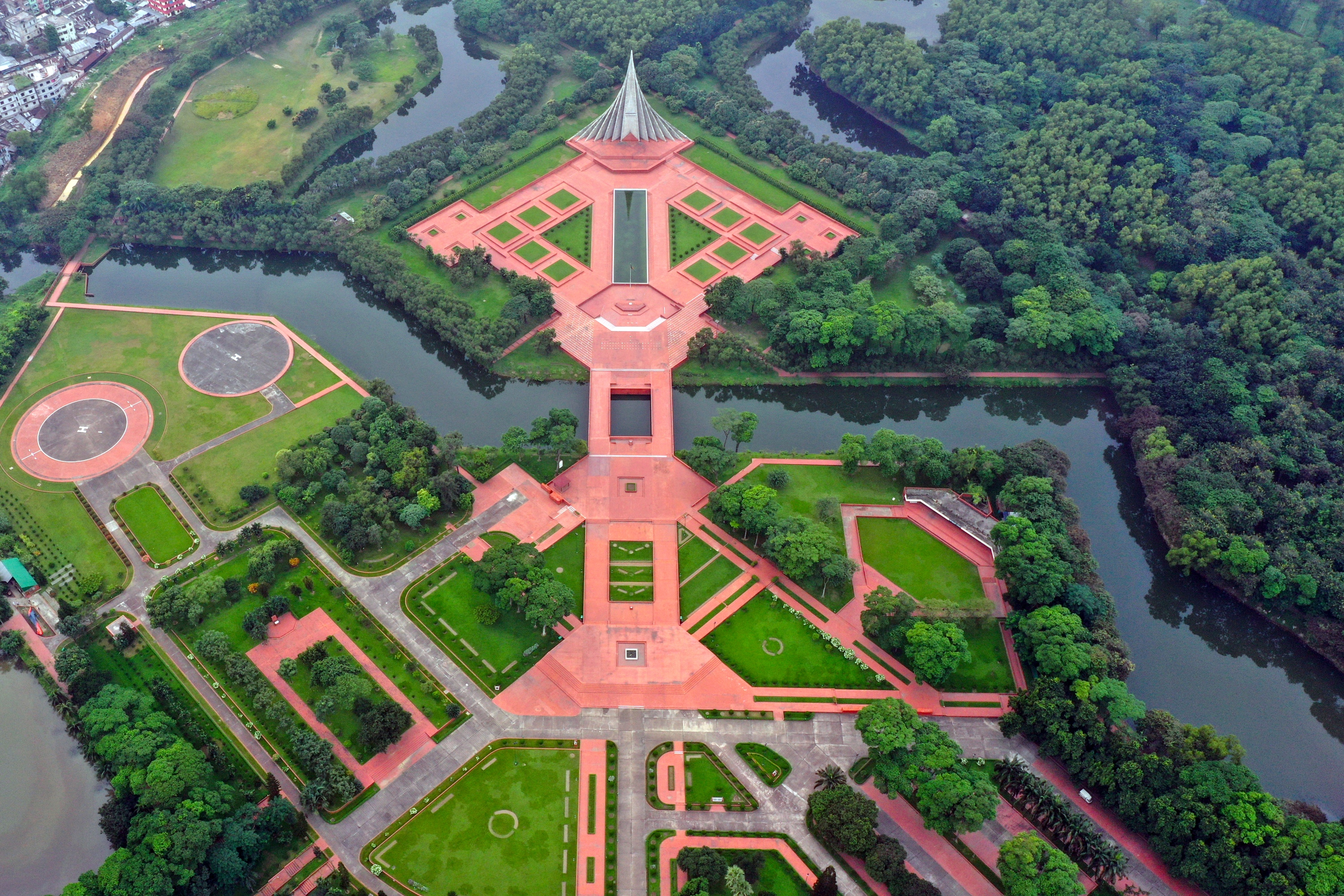
Luftbild
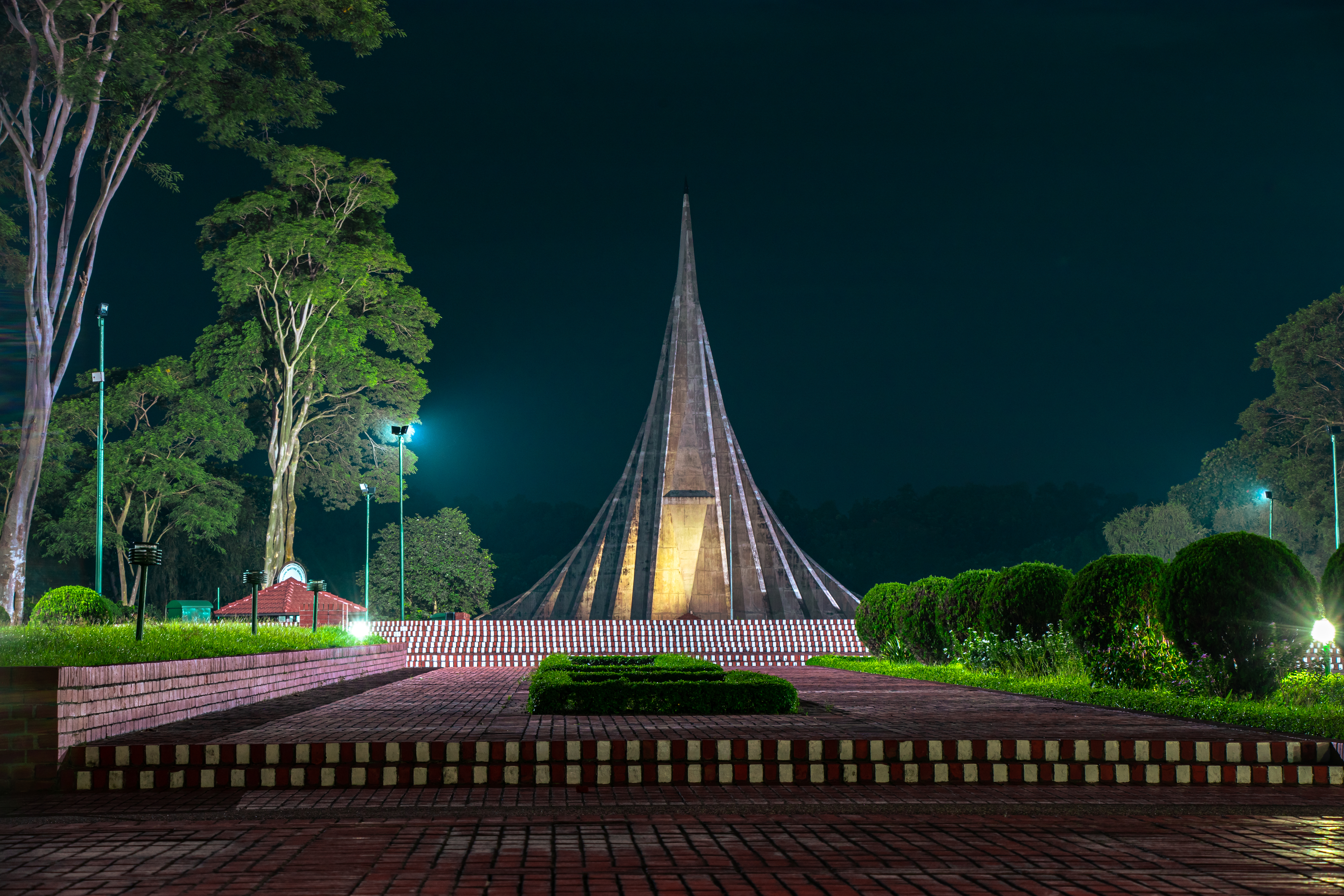
Beleuchtung
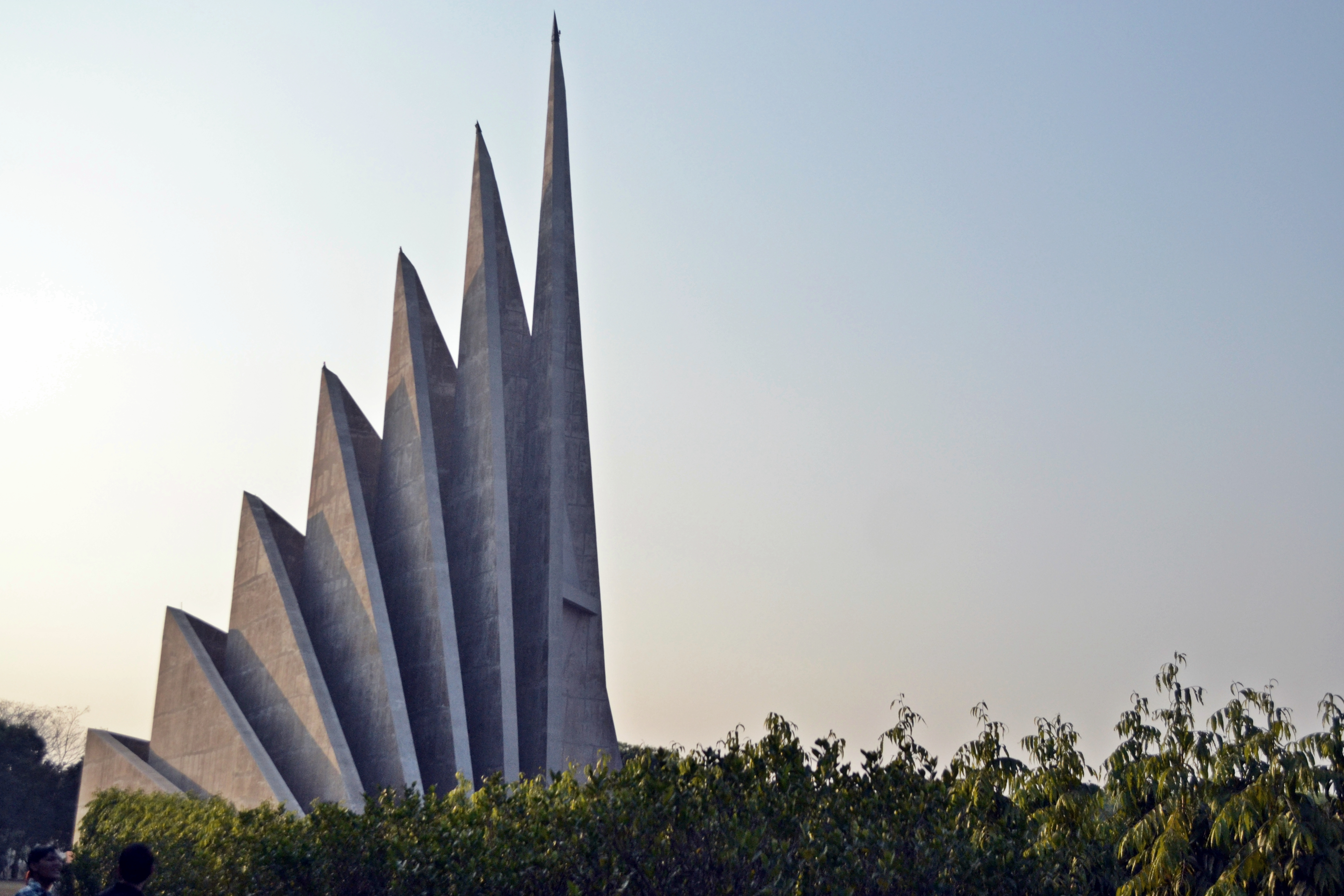
Blick von der Besucherplattform in Richtung Osten
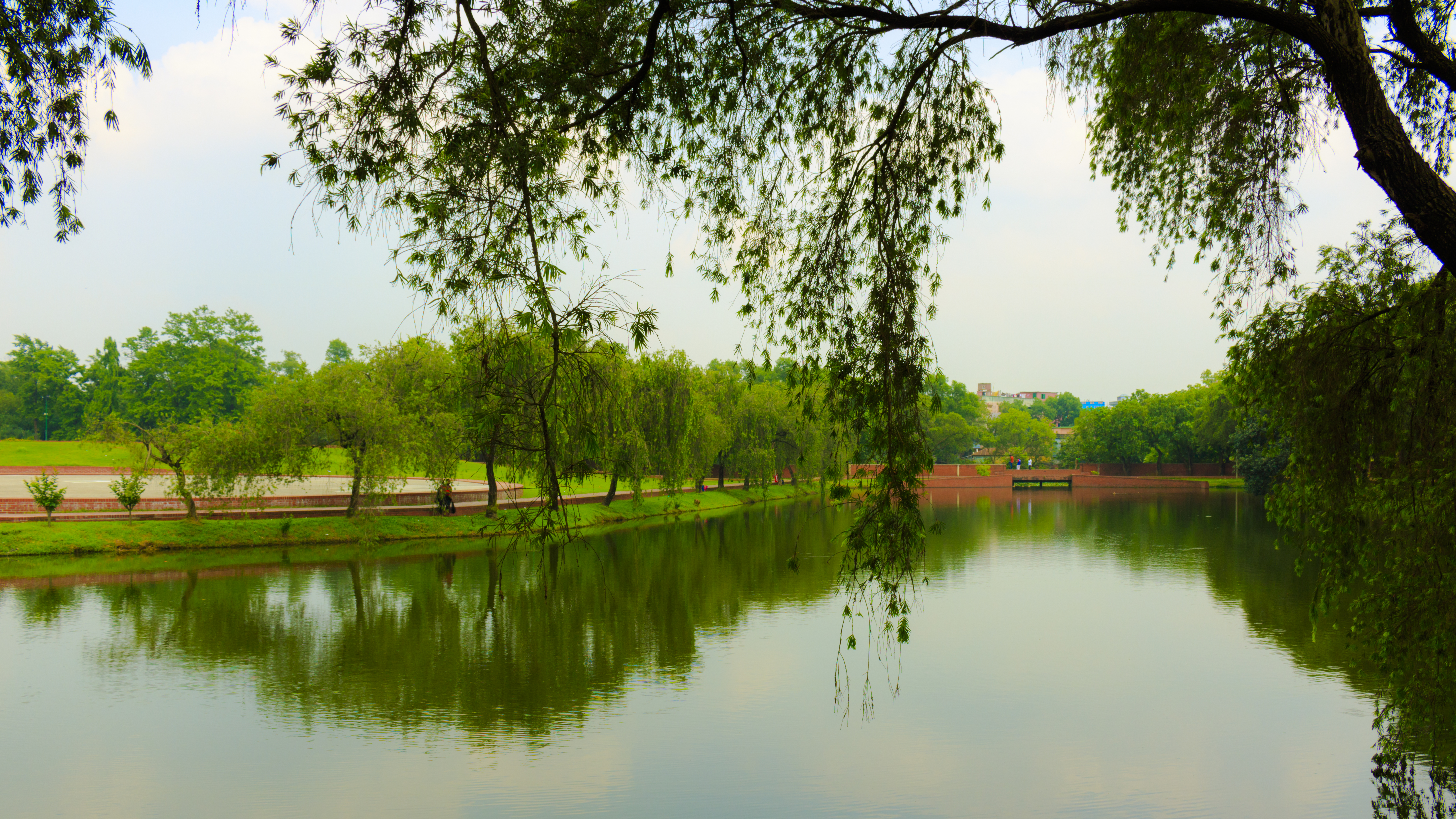
See
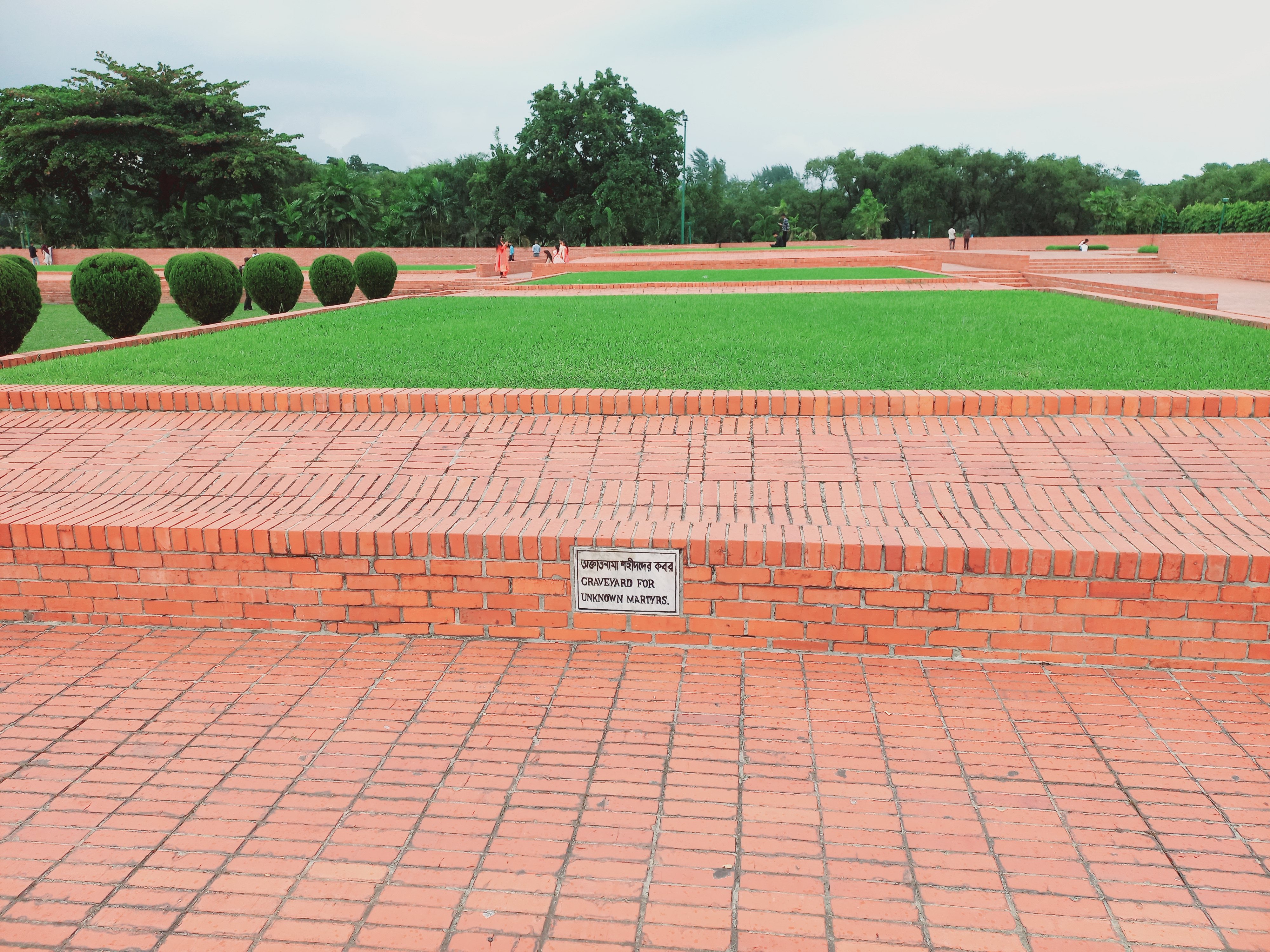
Massengräber